# ザ・トゥワング
ザ・トゥワング（The Twang）は、イギリス、バーミンガム出身のロック・バンドである。

## 略歴
ボーカルのフィル・エサリッジと、ベースのジョン・ワトキンが、バーミンガムのクイントンという町でバンドを立ち上げたのがきっかけとなり、今に至る。ザ・トゥワングとしての活動は2004年から。B-Uniqueレーベルと契約を結んでデビュー・シングル「Wide Awake」を2007年3月にリリースする。全英シングルチャートの15位にランクイン、続けて発売された「Either Way」は8位にランクイン。今のところ、彼らの唯一のトップ10ヒットとなっている。アルバムは、2007年6月4日にリリース。クラクソンズやザ・フラテリスといった新人バンドがヒットチャートを賑わすなか、彼らも全英アルバムチャート3位を獲得し、成功をおさめる。
SUMMER SONIC 07に出演、その後、単独来日も果たしている。

## 音楽性
「ストーン・ローゼズとストリーツを混ぜた音楽」と評価されているように、美しいメロディにラップを混合させたのが、彼等の音楽の特徴となっている。

## メンバー

### 最新ラインナップ
- フィル・エサリッジ (Phil Etheridge) - リード・ボーカル、ギター
- ジョン・ワトキン (Jon Watkin) - ベース
- アッシュ・シーハン (Ash Sheehan) - ドラム
- スチュ・ハートランド (Stu Hartland) - ギター
- キャット・マクティーグ (Cat Mctigue) - バック・ボーカル
- リオ・ヘリヤー (Rio Hellyer) - バック・ボーカル

### 旧メンバー
- マーティン・ソウンダース (Martin Saunders) - バック・ボーカル
- ジミー・ジャズ (Jimmy Jazz) - ギター
- マティ・クリントン (Matty Clinton) - ドラム
- トミー・グリーヴス (Tommy Greaves) - ギター

## ディスコグラフィ

### スタジオ・アルバム
- 『ラヴ・イット・ホエン・アイ・フィール・ライク・ディス』 - Love It When I Feel Like This (2007年) ※全英 3位
- Jewellery Quarter (2009年) ※全英 20位
- 10:20 (2012年) ※全英 52位
- 『ネオントゥワング』 - Neontwang (2014年) ※全英 57位
- If Confronted Just Go Mad (2019年)

### コンピレーション・アルバム
- Either Way, It's the Best of The Twang (2017年)
- Subscription (2017年)

### EP
- 『ワイド・アウェイク・EP』 - Wide Awake EP (2007年)
- Guapa EP (2011年)
- Amsterdam EP (2020年)

### シングル
- "Wide Awake" (2007年) ※- 全英 15位
- "Either Way" (2007年) ※全英 8位
- "Two Lovers" (2007年) ※全英 34位
- "Push the Ghosts" / "Drinking in L.A" (2007年) ※全英 63位
- "Another Bus" (フリー・ダウンロード)
- "Barney Rubble" (2009年) ※全英 59位
- "Encouraging Sign" (2009年)
- "Paradise" (フリー・ダウンロード)
- "We're a Crowd" (2012年)
- "Larry Lizard" (2014年)
- "Mainline"
- "The Wobble"
- "New Love" (2014年)
- "On the 24th" (2016年)
- "Everytime" (2019年)
- "Dream" (2019年)
- "Tinseltown in the Rain" (2019年)
- "It Feels Like (You're Wasting My Time)" (2019年)